# گتو
در شهرها یا مناطق دیگر به محله‌ای که ساکنان آن غالباً از یک قوم یا از یک مذهب باشند، گِتو (به انگلیسی: Ghetto) گفته می‌شد و امروزه در کل به مناطق فقیر شهری که بیشتر، مهاجران یا اقلیت‌ها در آن ساکن هستند، گتو گفته می‌شود.
گتو از نظر تاریخی در اروپا به محله‌هایی که اقلیت یهودی در آن ساکن بودند، گفته می‌شد. در ایران برای بیان این معنی گاه واژه «جهودمحله» به کار می‌رفته و امروزه در معنی امروزی‌اش بیشتر از آن به عنوان پدیده حاشیه‌نشینی یاد می‌شود.

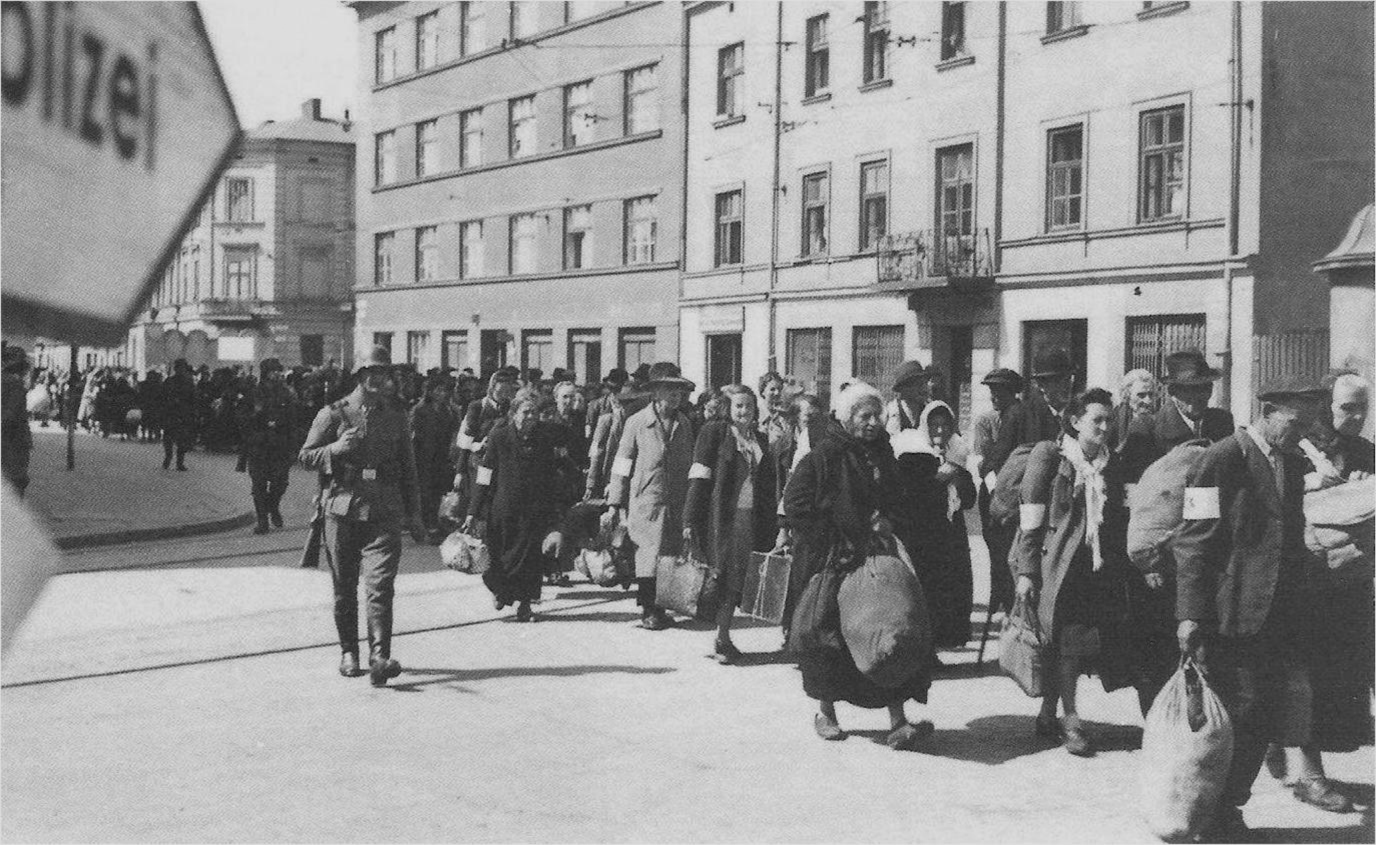
تبعید یهودیان گتوی کراکوف لهستان توسط آلمانی‌های نازی

در سال ۱۵۳۶ به دستور پاپ اعظم یهودیان را مجبور ساختند تا در محلهٔ بسته‌ای در شهر ونیز زندگی کنند که در کنار یک ریخته‌گری بزرگ چدن (چدن به ایتالیایی getto نامیده می‌شود که در گویش عامی ghèto تلفظ می‌شود) قرار داشت. به این خاطر این محله را گتو می‌نامیدند.
از گتوهای اجباری معروف و یهودی‌نشین گتوی ورشو بود. در زمان آلمان نازی گتوسازی گسترده‌ای برای ایزوله کردن اجباری یهودیان در اروپا انجام گرفت.
در اروپای شرقی به شهرک و محله‌هایی که یهودیان در آن زندگی می‌کردند، اشتتل می‌گفتند.
در شهرهای ایالات متحده آمریکا معمولاً حاشیه‌نشینانی از اقلیت سیاه‌پوست یا مکزیکی گتوهای فقیری را به وجود آورده‌اند. گتونشینان در فرانسه بیشتر از عرب‌های مراکشی و الجزایری و همچنین سیاه‌پوستان هستند. به گتوهای یهودی‌نشین در مراکش «مِلاح» گفته می‌شود.
در ایران از قدیم در برخی شهرها گتوهایی وجود داشته که با نام‌هایی مانند عرب‌محله، عربخانه، یهودیه (مثلاً در اصفهان)، قزاق‌محله (در گرگان)، گرجی‌محله (در بهشهر)، محلهٔ یهودیان بوشهر و غیره نامیده شده است.

## گتوهای معروف یهودی‌نشین
محله‌های یهودی‌نشین معروف:
- یوزفوف (پراگ)
- لو ماره (پاریس)
- گتوی رمی (رم)
- گتوی ونیز

## نگارخانه

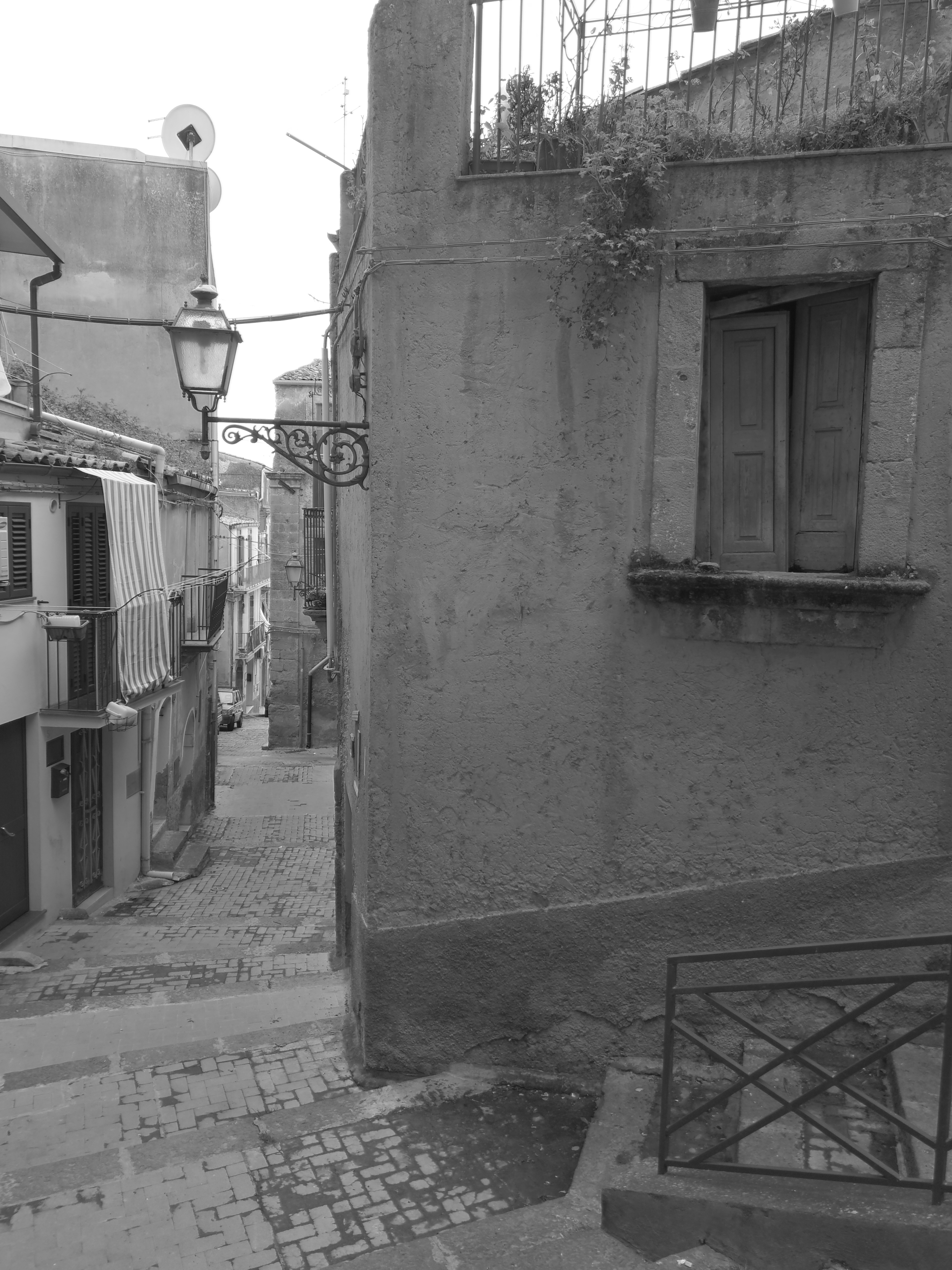
محلهٔ یهودی‌نشین کالتاژیرونه، سیسیل، ایتالیا
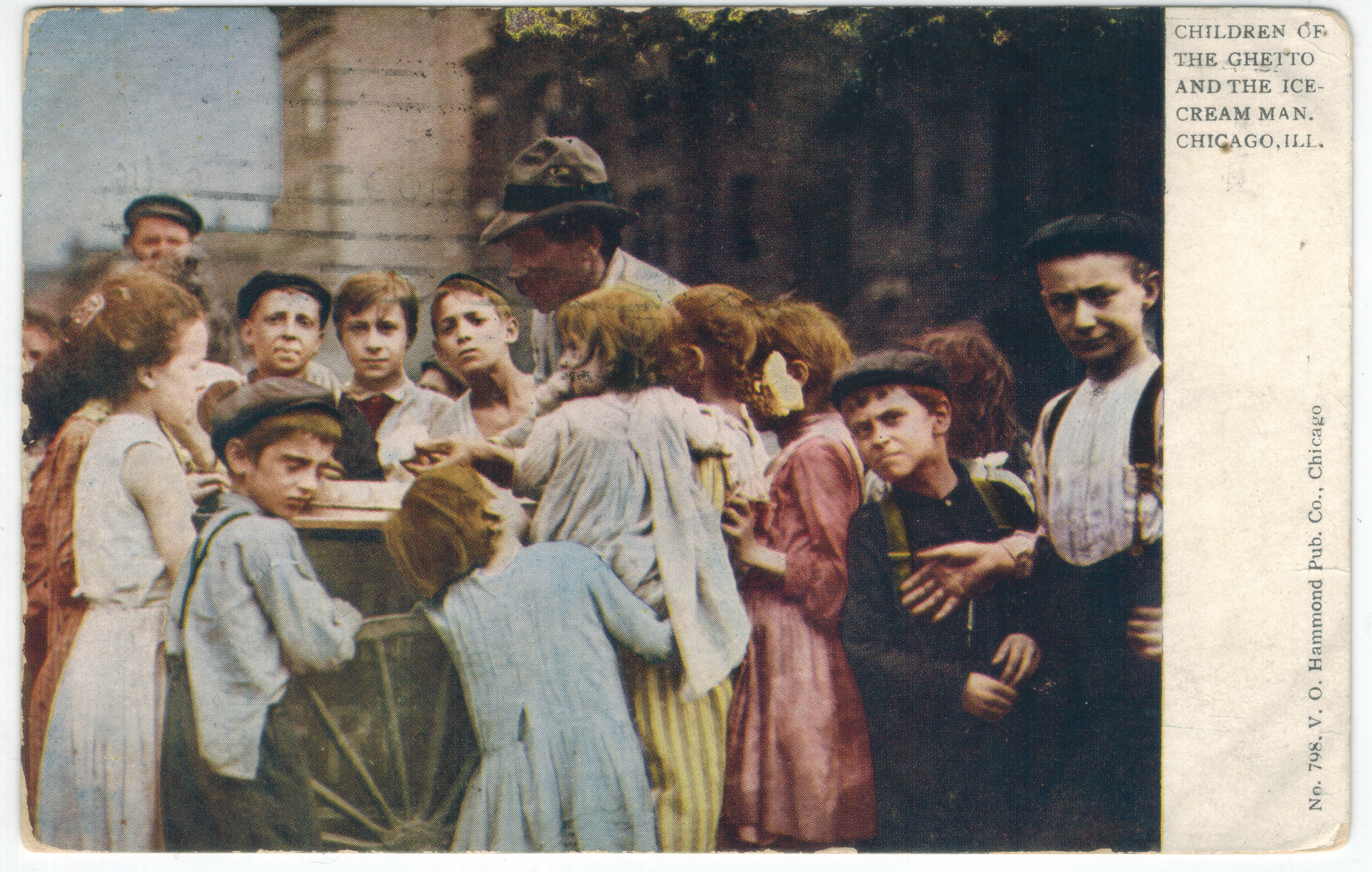
کودکان در گتو و مرد بستنی‌فروش، کارت‌پستالی از سال ۱۹۰۹ در خیابان مکسول، شیکاگو
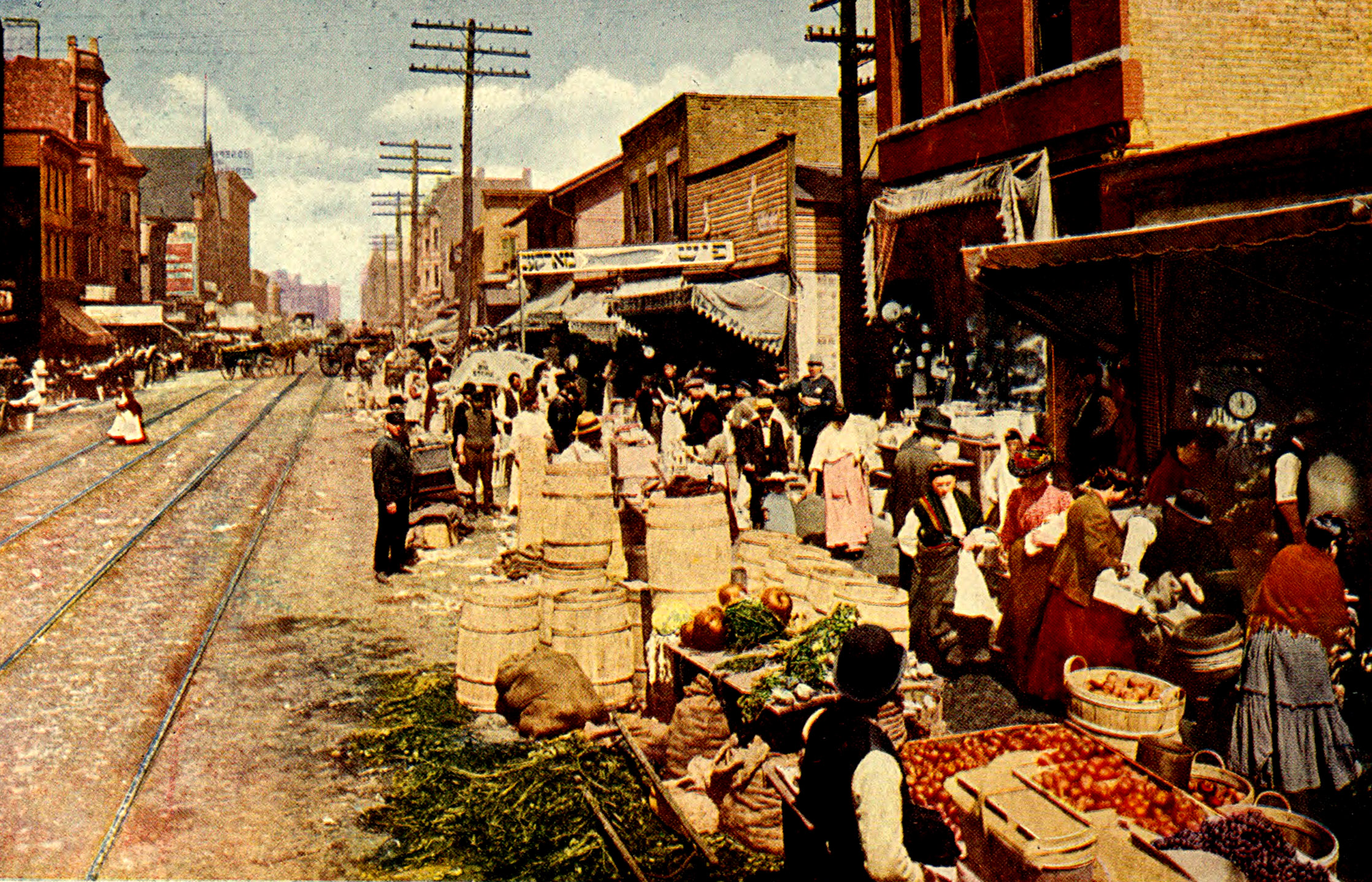
یک گتوی یهودی‌نشین، شیکاگو